# De grammatica
Il De grammatica ("Sulla grammatica") è un trattato di Agostino di Ippona che ha per oggetto una delle arti del Trivio.

## Genesi dell'opera
L’opera si colloca all’interno del più ampio progetto dei disciplinarum libri che Agostino ricorda in un passo delle Ritrattazioni (I, 6):
Nel medesimo torno di tempo in cui soggiornavo a Milano in attesa di ricevere il battesimo tentai anche di portare avanti un'opera in più libri sulle discipline, coinvolgendo nella discussione, attraverso la tecnica dell'interrogazione, le persone che erano con me e che non rifuggivano da quel tipo di interessi. Mi ripromettevo così, seguendo un ben articolato e graduale percorso, di giungere io stesso e di condurre gli altri alla conoscenza delle realtà incorporee passando prima attraverso quelle corporee. Di quel progetto sono però riuscito a condurre a termine solo il libro su La grammatica, che non ho più trovato nel mio armadio, e sei libri su La musica limitati a quella parte che prende il nome di ritmo. Ho scritto questi sei libri da battezzato, dopo essere rientrato in Africa dall'Italia: in quel di Milano infatti avevo appena abbordato la trattazione di tale disciplina. Delle altre cinque discipline, alle quali avevo pure posto mano in quella medesima circostanza, vale a dire la dialettica, la retorica, la geometria, l'aritmetica, la filosofia, sono rimasti solo gli inizi appena abbozzati, anch'essi scomparsi dall'armadio, ma che suppongo siano ancora in possesso di qualcuno.
Il brano fornisce indicazioni in merito alla data di composizione del trattato, coincidente con il soggiorno milanese immediatamente precedente al battesimo del 387 d.C.. L’obiettivo dichiarato è quello di arrivare a una consapevolezza delle realtà immateriali attraverso quelle materiali, vale a dire attraverso lo studio delle arti liberali che avrebbero, successivamente, composto il trivio e il quadrivio. Dei libri avviati concernenti la dialettica, la retorica, la geometria, l’aritmetica e la filosofia furono scritte esclusivamente le sezioni introduttive, poiché Agostino riuscì a completare soltanto il trattato grammaticale e il De musica in sei libri, composto, tuttavia, dopo il battesimo e il conseguente ritorno in Africa. Egli ammette, inoltre, di non essere più in possesso della propria copia del De Grammatica librum, ipotizzando comunque la sopravvivenza, assieme a quella degli altri libri, presso altre persone.

## Struttura dell'opera
La tradizione ha restituito due opere grammaticali che potrebbero essere identificate con il lavoro di cui Agostino parla nel passo citato: le Regulae e l’Ars pro fratrum mediocritate breviata. Malgrado non ci sia unanime consenso tra gli studiosi circa la paternità agostiniana di questi sintetici manuali e lo statuto di questi testi tradizionalmente a lui attribuiti resti incerto , il nome di Agostino compare in ogni manoscritto in cui si faccia riferimento all’autore dei testi . 
Il legame tra le due trattazioni non è del tutto chiaro: molti manoscritti hanno trasmesso assieme le Regulae e l’Ars breviata, tuttavia, mentre la prima opera non dipende dall’altra, la seconda non è mai riportata da sola .
Come la maggior parte dei trattati grammaticali antichi, entrambe le opere si propongono di studiare la lingua latina mediante l’analisi delle tradizionali otto parti del discorso. L’approccio alla materia oggetto di trattazione risulta, tuttavia, diverso: mentre l’Ars fornisce una descrizione della lingua sistematica, incentrata sulla definizione ed esemplificazione degli accidentia, ossia le caratteristiche specifiche delle diverse parti del discorso, le Regulae prediligono un’impostazione meno teorica e più empirica, attenta soprattutto al profilo morfologico, esemplificato attraverso lunghe liste di paradigmi, declinazioni e coniugazioni. Le riflessioni teoriche circa il corretto uso della lingua latina contenute nell’Ars non trovano, infatti, paralleli nelle Regulae. Le due opere possono, pertanto, essere ascritte a due distinti generi grammaticali: l’Ars ai trattati grammaticali con destinazione scolastica (Schulgrammatik genre), le Regulae al filone grammaticale più propriamente normativo (Regulae type).

### Latinitas
L’Ars breviata si apre con un breve capitoletto in cui si fornisce una definizione della latinitas:
«La purezza nell'impiego del latino consiste nel parlare correttamente secondo la lingua dei Romani. Si fonda su tre principi, che sono: la ragione, l'autorità e la consuetudine. Si fonda sul principio della ragione, in conformità della disciplina; su quello dell'autorità, secondo gli scritti di coloro ai quali si riconosce l'autorità; su quello della consuetudine, in base a ciò che piace ed è accettato nella pratica del parlare ».
Tale definizione deriverebbe da Varrone, come lascerebbe ipotizzare un passo di Diomede grammatico. Rispetto al modello classico, tuttavia, ci sono delle divergenze, poiché mentre Agostino sostiene che il parlare virtuoso risponda a tre criteri, ossia ratione, auctoritate e consuetudine, Varrone ne prende in considerazione quattro e solo in parte coincidenti con quelli agostiniani . Le Regulae non presentano una sezione analoga, iniziando la loro trattazione dalla prima parte del discorso: il nome.

### De nomine
Nelle Regulae non viene fornita una preliminare definizione del nome come parte del discorso, ma si procede ex abrupto con l’elenco delle possibili terminazioni: si osserva che i nomi possono terminare in vocale, semivocale e lettera muta . Il discorso si sposta quindi sulla declinazione dei nomi di genere neutro, di genere comune (come advena), di genere omne (come pertinax) e di genere promiscuo (come passer), prima dell’elenco di singularia tantum (come cancelli), di pluralia tantum (come thermae) e dei nomi sub duplici enuntiatione (come tribunus militum), per i quali soltanto una delle due unità si declina. La trattazione del nome nelle Regulae risulta, pertanto, particolarmente dettagliata, come ammette lo stesso autore al termine della sezione. Si può notare come l’assenza di definizioni teoriche per le diverse categorie introdotte corrisponda a una marcata preferenza per esempi concreti, magari di derivazione illustre, come passi di Cicerone e Terenzio. L’impostazione prescrittiva è inoltre evidenziata dalle numerose occorrenze della parola regula ed espressioni connesse (come ad hanc regula declinabis).
L’impostazione più teorica dell’Ars risulta chiara fin dalla definizione del nomen con cui si apre il paragrafo (nomen est pars orationis cum casu sine tempore significans plene quae aliquo genere quod sexum adtinet enuntiantur), cui segue la constatazione delle sue molteplici proprietà. I principali accidentia sono:
-	Qualitas, rispetto alla quale si distinguono i nomi comuni dai nomi propri;
-	Genus, rispetto al quale si distinguono nomi di genere semplice (masculinum, femininum, neutrum) da nomi di generi derivati (commune utriusque sexus, commune ex masculino et neutro e commune omnium generum) e dai nomi promiscui ;
-	Numerus, relativamente al quale si distinguono nomi singolari dai nomi plurali;
-	Comparatio, relativamente alla quale si distinguono nomi di gradi positivo da quelli di grado comparativo e superlativo ;
-	Figura, relativamente alla quale si distinguono nomi semplici dai nomi composti;
-	Casus, relativamente al quale si distinguono i nomi declinati nella forma del nominativo da quelli flessi al genitivo, al dativo, all’accusativo, al vocativo e all’ablativo.
Vengono poi forniti esempi di declinazione per i diversi generi, prima di far riferimento ai nomina indeclinabilia e inflexibilia. Il paragrafo si chiude con un accenno alla preponderanza dell’autorità sulle altre componenti della latinitas.

### De pronomine
La seconda parte del discorso analizzata in entrambe le opere è il pronome. Contrariamente a quanto visto in precedenza per il nome, le Regulae forniscono questa volta una definizione preliminare (ideo pronomen dicitur, quia vice fungitur nominis), seguita dalla distinzione dei pronomi definiti, indefiniti e meno che definiti . Dei primi si dice che si riferiscono a persone ben identificate , mentre per i secondi si forniscono soltanto degli esempi . Alla terza categoria devono essere ascritti quei pronomi che, pur definendo una persona, richiedono una forma di deissi , perciò anche pronomi come ille ed iste sono di quest’ultima categoria e l’unico pronome finito risulta essere ego. La trattazione sul pronome continua con le declinazioni dei pronomi personali, dei pronomi indefiniti, di quelli di qualità e quantità e dei relativi, mentre è assente la trattazione dei pronomi possessivi. Come per la sezione del nome, rispetto alla quale il paragrafo sul pronome è meno esteso, sono presenti alcune citazioni di autori classici.
La parte corrispondente dell’Ars breviata si apre con una definizione molto simile (pronomen est pars orationis quae pro ipso nomine posita minus quidem bene idem tamen significat). Ritornano gli accidentia già illustrati per i nomi, con la naturale sostituzione della comparatio con la persona. Contrariamente alle Regulae, all’interno della categoria dei pronomi finiti non vi è soltanto ego, ma anche altri pronomi come tu, hic e iste. Un altro punto di divergenza tra le due opere è l’ampia trattazione dei pronomi possessivi con cui si chiude la trattazione dell’Ars.

### De verbo
Il paragrafo sul verbo delle Regulae si apre con un riferimento alla polisemia del termine verbum, che può significare inganno, discorso, proverbio oppure, nel senso grammaticale, parte del discorso . La trattazione procede con una rapida illustrazione del sistema delle persone e del modo indicativo, articolato nei rispettivi tempi, quindi il verbo clamare, preso ad esempio, viene coniugato ai modi imperativo, congiuntivo e infinito. L’attenzione è poi spostata sul concetto di coniugazione che consente di ‘congiungere’  verbi formalmente analoghi. Sulla base delle desinenze si individuano quattro coniugazioni: segue, infatti, un lungo elenco di altri verbi ascrivibili sempre alla prima coniugazione, caratterizzata dalla desinenza in ‘as’ alla seconda persona del presente indicativo e dalla possibilità di formare il passivo attraverso l’aggiunta della ‘r’ , malgrado esistano verbi intransitivi che non ammettono una simile possibilità di trasformazione.
La trattazione della seconda coniugazione procede in maniera analoga a quella della prima: il criterio classificatorio è sempre quello della desinenza della seconda persona del presente indicativo, che per questi verbi esce in‘es’ . Come per la precedente coniugazione, si può aggiungere la ‘r’ per il passivo, ma non tutti i verbi sono suscettibili di questo processo. Si dice, inoltre, che le prime due coniugazioni sono accomunate dalla formazione del futuro in ‘bo’ . 
A partire dalla constatazione che non tutti i verbi presentano una simile terminazione al futuro indicativo, vengono introdotte la terza coniugazione (tertia correpta) e quella definita presso i moderni quarta, ma considerata dall’autore una variante della precedente (tertia producta), che si distinguono tra loro sulla base dell’uscita dell’imperativo, in ‘e’ per la terza e in ‘i’per la quarta,  e sulla base dell’infinito, rispettivamente in ‘ere’ e ‘ire’ . Come per le precedenti coniugazioni, esistono verbi neutri che non ammettono la formazione del passivo con l’aggiunta di ‘r’.
Viene quindi fornita un’ulteriore distinzione tra verba communia e deponentia: relativamente ai primi si dice, instaurando un paragono con il genus commune dei nomi, che racchiudono sia il significato attivo che passivo, ammettendo più costruzioni , mentre dei secondi si sottolinea la loro difettività rispetto ai primi . Entrambi i tipi verbali, tuttavia, presentano la terminazione in ‘r’, dirimente per la correttezza grammaticale: se questa non viene realizzata, i verbi non possono considerarsi latini . 
Vi è quindi un rapido accenno ai verbi neutro-passivi, pochissimi e caratterizzati da una forma perifrastica di perfetto motivata sulla base di principi eufonici , e ai verbi impersonali .
La sezione si chiude con le configurazioni aspettuali che i verbi possono assumere sulla base della presenza di determinati suffissi: è possibile distinguere verba inchoativa con suffisso ‘sco’ dai pochi verba frequentativa e verba desiderativa.
Anche nell’Ars breviata è dedicato ampio spazio alla trattazione del verbo, definito come la parte del discorso con tempo e persona, ma senza caso (verbum est pars orationis cum tempore et persona sine casu) e analizzato sempre sulla base degli accidentia, ovvero: Genus, relativamente al quale si distinguono i verbi attivi dai passivi, dai deponenti, dai neutri e dai comuni; Numerus; Figura, relativamente alla quale si distinguono verbi semplici (ut scribo) da verbi composti (ut describo); Persona; Modus; Tempus; Coniugatio; Forma, relativamente alla quale si distinguono verbi perfetti, incoativi, meditativi e frequentativi.
Seguono, quindi, esempi di flessione verbale nei diversi modi e si mostra poi come dal verbo attivo derivino il participio presente e futuro e come esistano nomi deverbali che si declinano tendenzialmente sul modello del participio passato (come avviene per scriptio e scriptor derivanti da scriptus). Esaurito il discorso sulla coniugazione attiva, si procede con quella passiva, quindi l’attenzione si sposta sulle flessioni dei verbi terminanti in ‘i’ (come odi, novi, memini) e su quelli in ‘um’ (come sum e possum).
Particolarmente innovativa risulta essere la teoria delle connexiones presentata al termine del paragrafo. Secondo questa singolare concezione, verosimilmente di ascendenza varroniana , la coniugazione di ogni verbo si snoderebbe in tre connessioni che, legando tra loro molte voci verbali di tempi e modi diversi, consentirebbero al parlante di ricostruire analogicamente le altre forme . La prima connessione coincide con il tema del presente, come mostrano gli esempi forniti (clamo, clamabam, clamabo, clama, clamato, clamem, clamarem, clamare, clamandi, clamando, clamandum); la seconda connessione coincide con il tema del perfetto (clamavi, clamaveram, clamaverim, clamavissem, clamavisse): la terza e ultima riguarda il participio perfetto, il participio futuro e i nomi deverbali (clamatum, clamatus, clamaturus, clamator, clamatio). La consapevolezza di questo meccanismo costituisce un fondamentale aiuto per un corretto uso della lingua, dal momento che un errore di attribuzione alla connessione comporta un inevitabile fallimento.

### De adverbio
Le Regulae presentano due trattazioni dell’avverbio distinte, una singolarità che può fornire indizi significativi circa la composizione del trattato . La prima definizione di questa parte del discorso pone rilievo sulla sua funzione precipua di legarsi al verbo per completarne il significato (adverbium ideo dictum est, quia adhaeret verbo: nec potest verbi vis significantius sonare, nisi iungatur adverbium). Seguono l’analisi della modalità di formazione a partire dall’ablativo del sostantivo corrispondente e la constatazione di alcune eccezioni alla regola, giustificate, come visto per i verbi neutro-passivi, in virtù del principio dell’eufonia, cui seguono esempi classici da Cicerone e Terenzio. Questa prima parte delle Regulae si conclude con il riferimento ad avverbi uscenti con altre sillabe (come “itus”, “im” e “ens”) e a quelli che presentano oscillazioni desinenziali.
La seconda parte inizia con una definizione non troppo differente (adverbium est pars orationis, quae adiecta verbo significationem eius explanat atque implet: ut scribo bene, lego optime), ma, prima di dedicarsi ai processi morfologici di formazione, propone una differenziazione tra gli avverbi primitivi e quelli derivati. Sono, quindi, elencate le diverse e numerose categorie di avverbi, con attenzione agli avverbi di tempo, di persona e di luogo, questi ultimi di diversi tipi. Si dice anche che talvolta gli avverbi possono coincidere formalmente con le interiezioni . Per quanto riguarda la derivazione, si mostra come non derivino soltanto da nomi comuni, ma anche da nomi propri, pronomi e verbi. L’elenco delle terminazioni degli avverbi derivati dai nomi, più esteso rispetto alla trattazione precedente, chiude il paragrafo delle Regulae.
La sezione corrispondente dell’Ars fornisce una definizione non dissimile, ma meno specifica (adverbium est pars orationis verbo adicienda), risulta meno ampia e procede sempre ricorrendo all’analisi sistematica degli accidentia . Sulla base della significatio si distinguono gli avverbi di qualità da quelli di quantità, di tempo e di molti altri tipi, inoltre, come per i pronomi, vi è una tripartizione tra avverbi definiti (come fortiter, hodie, Romane), indefiniti (come quomodo, quando, ubi) e meno che definiti (come sic, tunc, illic). La comparatio interessa solo gli avverbi provenienti da nomi che ammettono una comparazione, mentre sotto la categoria della forma gli avverbi si distinguono in semplici (come sapienter) e composti (come insipienter).

### De participio
Il paragrafo inerente al participio nelle Regulae, anche a causa della semplicità esplicitamente riconosciuta di questa parte del discorso , risulta molto sintetico. Per la definizione si fornisce anche qui un’interpretazione etimologica (haec pars orationis, et a verbo accipit partem, et a nomine: namque inde participium dicitur), confermata poco dopo . L’attenzione viene quindi spostata sulla possibilità di confondere alcuni participi con parole che in realtà sono nomi, a causa di una certa affinità formale. In questi casi, la derivazione dal verbo risulta dirimente: riprendendo gli esempi proposti, parole come tunicatus, galeatus, clypeatus e tropaetus non sono participi poiché non derivano da verbi, contrariamente a legens, lecturus e lectus che, provenendo dal verbo legere, sono a pieno diritto participi. Il paragrafo sul verbo si conclude con il singolare caso di mortuus che, malgrado sia il participio di morior, presenta la doppia ‘u’ come fosse un nome .
La definizione contenuta nell’Ars breviata è molto simile a quella delle Regulae (participium est pars orationis cum casu et tempore et inde participium dictum, quod nominis verbique participet, casum namque illinc tempus hinc traxit). Anche qui il participio viene messo in relazione con il nome, ma il riconoscimento del legame tra le due parti del discorso non avviene nello stesso modo delle Regulae: si riconosce ad esempio che cultus e sapiens possono essere sia nomi che participi, malgrado poi ci siano delle differenze per quanto concerne il caso genitivo e la comparazione. La conclusione è dedicata all’accidens della forma, in base al quale un participio può essere semplice (come scribens) o composto (come describens).

### De coniunctione
Le Regulae definiscono la funzione sintattica della congiunzione (coniunctio est pars orationis nectens ordinansque sententiam) ricorrendo eccezionalmente al criterio degli accidentia tipico dell’Ars . Secondo la figura, le congiunzioni si distinguono in copulative, disgiuntive, espletive, causali e razionali, malgrado non si tratti di una separazione eccessivamente rigida, dal momento che molte di queste (come et e aut citate ad esempio) assumono uno statuto diverso in base al contesto. Relativamente alla forma, esistono congiunzioni semplici (come nam) e composte (come namque), mentre l’ordo riguarda la disposizione della congiunzione tra i termini che connettono, poiché esistono congiunzioni prepositive (come at), aggiuntive (come que e autem) e comuni, che possono essere indifferentemente preposte o posposte (come et e igitur). Al termine del paragrafo, si sottolinea come sia una parte del discorso priva di confini sempre definibili e che anche l’impiego delle diverse congiunzioni può risultare arbitrario e a discrezione del parlante .
La trattazione per accidentia è presente anche nell’Ars, in cui è ugualmente riconosciuta la difficoltà nella descrizione di questa parte del discorso secondo le cinque classi individuate dalla figura . Il criterio dell’autorità risulta perciò il più adeguato per l’utilizzo consapevole delle congiunzioni.

### De praepositione
Nelle Regulae non si fornisce un’autentica definizione di preposizione, ma si procede con la distinzione tra le diverse tipologie sulla base della reggenza casuale: esistono perciò preposizioni accusative, ablative e comuni ad entrambi i generi. Rispetto alla tendenza di classificare i diversi casi e di fornire liste di paradigmi esemplificatori, si rileva un maggiore sforzo interpretativo relativamente alle preposizioni che possono reggere entrambi i casi: infatti, malgrado a detta dell’autore, la ragione della doppia possibilità sfugga ai più , la reale differenza. consisterebbe nella presenza o assenza di movimento. Più nello specifico, l’accusativo è richiesto soltanto nel caso in cui lo spostamento si verifica da un luogo ad un altro , poiché se non vi è un cambio di luogo il caso richiesto è l’ablativo . Analoghi a quelli della preposizione in sono i comportamenti di super e subter. Viene quindi proposto un criterio empirico per la definizione del caso richiesto dalla preposizione nei diversi contesti: se la frase risponde a una domanda che inizia con quo, è richiesto l’accusativo, mentre se risponde a una domanda che inizia con ubi occorre l’ablativo .
Contrariamente alle Regulae, l’Ars presenta una definizione iniziale della parte del discorso (praepositio est pars orationis quae aut componendis partibus orationis praeponitur, aut casibus duobus tantum accusativo aut ablativo, aut utrique) e classifica le preposizioni anche in relazione alla possibilità di unirsi soltanto ai verbi (come di in diiudico, dis in discorro, re in romeveo, am in ambio) oppure non solo ai verbi, ma anche ai casi (come ad in adduco e in ad amicum). Seguono poi elenchi relativi alle preposizioni che reggono l’accusativo, a quelle che reggono l’ablativo e quelle che possono richiedere entrambi i casi, a seconda del contesto: malgrado manchi un esplicito riferimento al criterio del movimento, gli esempi riportati tradiscono questa concezione implicita.

### De interiectione
Le Regulae negano alle interiezioni lo statuto di parte del discorso, dal momento che sono espressione di un animo turbato (affectio erumpentis animi in vocem) e che non risultano necessarie per l’organizzazione del pensiero. L’espressione logicamente lineare del pensiero risulta da esse spezzato e proprio da ciò esse mutuano il proprio nome (vocantur interiectiones, quod interrumpant orationem).
Nell’Ars la trattazione si riduce alla semplice definizione, che, malgrado la sostanziale vicinanza a quella delle Regulae a parità di concetto, riconosce all’interiezione il grado di parte del discorso (interiectio est pars orationis aliquem motum animi significans atque exprimens).

### De soloecismo
Al termine della trattazione sulle parti del discorso, le due opere sviluppano la propria materia lungo direzioni diverse: mentre le Regulae si concludono, in maniera inaspettata, con alcune annotazioni circa i nomi dei numeri, l’Ars prosegue con l’analisi dell’errore grammaticale, noto con il termine di solecismo. Più precisamente, il solecismo consiste in un errore rilevato al livello semantico e si verifica quando si sbaglia una delle regole inerenti alle otto parti del discorso . Distinto dal solecismo è l’improprium o acyrologia, come può essere il sintagma libidinem amicitarum, preso ad esempio, al posto di amore amicitiarum: se il primo è un errore sintattico, il secondo è un errore di significazione .

### De barbarismo
La sezione conclusiva dell’Ars riguarda invece il concetto di barbarismo, un altro tipo di errore che si realizza principalmente sotto il profilo fonomorfologico e che consiste nella soppressione, nell’aggiunta, nel cambiamento o nella trasposizione dell’aspirazione, della lettera, della quantità sillabica o degli accenti  . La lettura dei classici viene nuovamente invocata come soluzione alle incertezze nell’uso della lingua . Vi è poi un’ulteriore distinzione tra barbarismo e termine barbaro, ossia un prestito inserito nella lingua replica senza alcun tipo di integrazione .
L’opera si chiude con un elenco di verbi e nomi con l’indicazione delle rispettive reggenze.